# Kyle MacLachlan
Kyle Merritt MacLachlan (Yakima, 22 februari 1959) is een Amerikaanse acteur. Hij won in 1991 een Golden Globe voor zijn hoofdrol als Special Agent Dale Cooper in de misdaad-mysteryserie Twin Peaks, waarvoor hij ook in zowel 1990 als 1991 genomineerd werd voor een Primetime Emmy Award. Daarentegen werd hij in 1996 genomineerd voor de Razzie Award voor slechtste acteur voor zijn rol als casinomanager Zack Carey in de erotische dramafilm Showgirls. MacLachlan maakte in 1984 zijn film- en acteerdebuut als Paul Atreides in de sciencefictionfilm Dune.

## Biografie
MacLachlan studeerde aan de Universiteit van Washington. Vrijwel direct na zijn afstuderen vertrok hij naar Hollywood om te gaan acteren. Hij maakte in 1984 zijn filmdebuut met een hoofdrol Dune en speelde direct daarna ook een hoofdrol in Blue Velvet, beide van regisseur David Lynch. In 1990 kreeg MacLachlan een cultstatus door zijn rol als FBI-agent en hoofdpersonage Dale Cooper in de televisieserie Twin Peaks, wederom geregisseerd door Lynch. MacLachlan had tevens wederkerende rollen in onder meer Sex and the City en Desperate Housewives (als Orson Hodge).

## Persoonlijk
MacLachlan was verloofd met model Linda Evangelista. In 2002 trouwde hij met modejournaliste Desiree Gruber, met wie hij in juli 2008 zoon Callum Lyon MacLachlan kreeg. MacLachlan heeft twee jongere broers, Kent en Craig. Die laatste was in aflevering dertien en veertien van Twin Peaks te zien als lijk.

## Filmografie
*Exclusief 5+ televisiefilms
| - Blink Twice (2024) - Inside Out 2 (2024, stem) - Capone (2020) - Tesla (2020) - The House with a Clock in Its Walls (2018) - Inside Out (2015, stem) - Breathe In (2013) - Peace, Love, & Misunderstanding (2011) - Mao's Last Dancer (2009) - The Smell of Success (2009) - The Sisterhood of the Traveling Pants 2 (2008) - Justice League: The New Frontier (2008, stem) - Free Jimmy (2006, stem Engelstalige versie) - The Librarian: Quest for the Spear (2004, televisiefilm) - Touch of Pink (2004) - Northfork (2003) - Miranda (2002) - Me Without You (2001) | - Perfume (2001) - Xchange (2001) - Timecode (2000) - Hamlet (2000) - One Night Stand (1997) - Mad Dog Time (1996) - The Trigger Effect (1996) - Showgirls (1995) - Roswell (1994, televisiefilm) - The Flintstones (1994) - The Trial (1993) - Rich in Love (1993) - Twin Peaks: Fire Walk with Me (1992) - Where the Day Takes You (1992) - The Doors (1991) - Don't Tell Her It's Me (1990) - The Hidden (1987) - Blue Velvet (1986) - Dune (1984) |

## Televisieseries
*Exclusief eenmalige gastrollen
- Dream Productions - Dad (2024, stem in twee afleveringen)
- Fallout - Overseer Hank MacLean (2024-heden, twee afleveringen)
- Agents of S.H.I.E.L.D. - Calvin Johnson/The Doctor (2014-2015, dertien afleveringen)
- How I Met Your Mother - The Captain (2010-2013, zes afleveringen)
- The Good Wife - Josh Perotti (2013, twee afleveringen)
- Portlandia - Mayor of Portland (2011-2013, elf afleveringen)
- Made in Jersey - Donovan Stark (2012, acht afleveringen)
- Desperate Housewives - Orson Hodge (2006-2012, 96 afleveringen)
- In Justice - David Swain (2006, dertien afleveringen)
- Sex and the City - Trey MacDougal (2000-2002, 23 afleveringen)
- Twin Peaks - Special Agent Dale Cooper (1990-1991, 2017 48 afleveringen)

- Bibsys: 90911827
- Biblioteca Nacional de España: XX1297602
- Bibliothèque nationale de France: cb139915207 (data)
- Catàleg d'autoritats de noms i títols de Catalunya: 981058511405506706
- CiNii: DB00039739
- Gemeinsame Normdatei: 129210714
- International Standard Name Identifier: 0000 0001 1442 6502
- Library of Congress Control Number: no91006186
- MusicBrainz: 80280b1e-5856-4526-82be-2c7cb60869d4
- Bibliotheek van het Japanse parlement: 00621041
- Nationale Bibliotheek van Tsjechië: pna2006327230
- Nationale Bibliotheek van Israël: 987009348877205171
- Nationale Bibliotheek van Polen: a0000001280811
- Nederlandse Thesaurus van Auteursnamen: 073386979
- SNAC: w6543jgs
- Système universitaire de documentation: 061636096
- Virtual International Authority File: 42035392
- WorldCat: E39PBJqVQH4v9TBQtYbYM3DQbd